# 2016年9月中國大陸

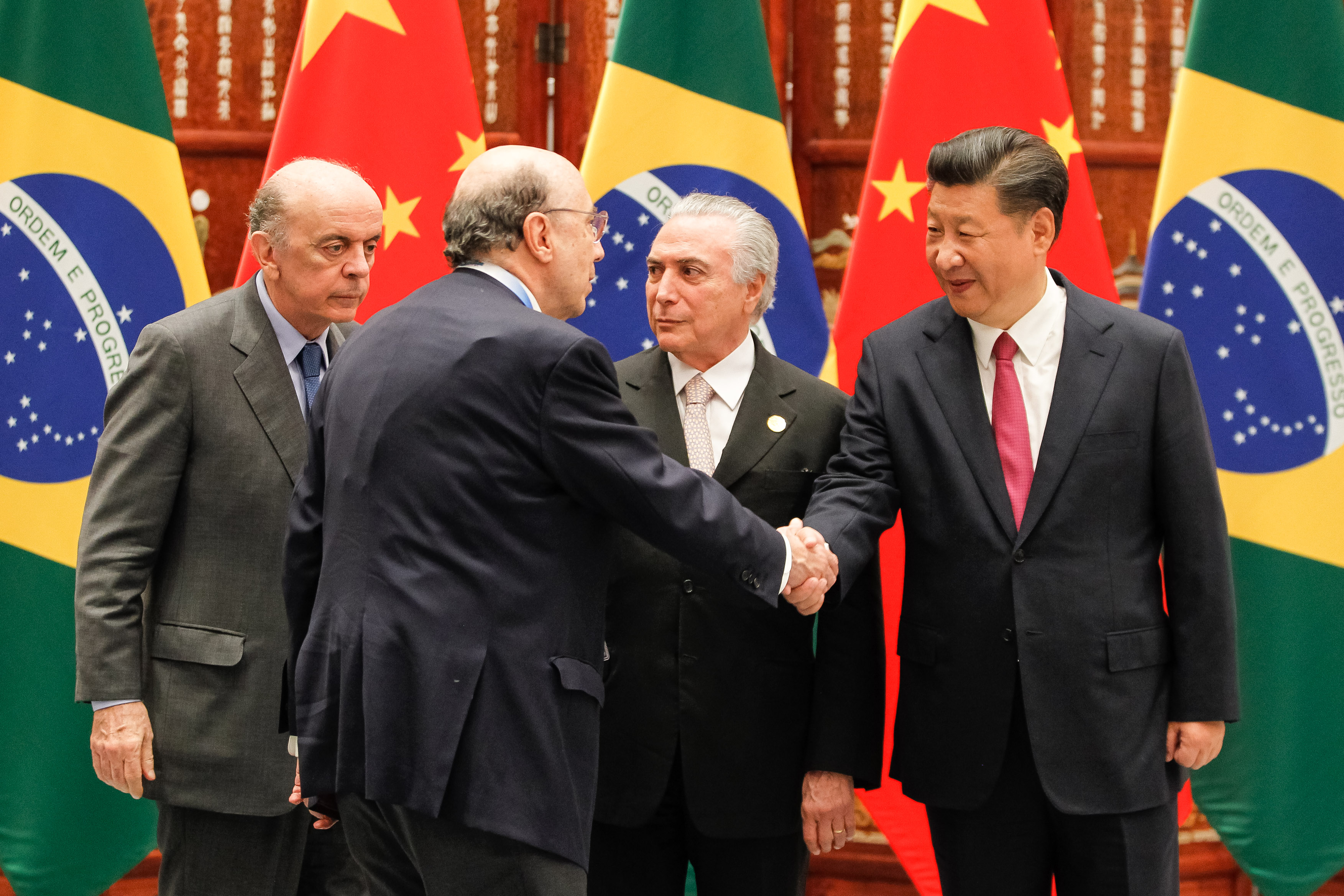
2016年9月2日，巴西总统米歇尔·特梅尔在西湖官方宾馆与中国国家主席习近平会晤

## 9月4日
- 上午，金砖国家领导人非正式会议在杭州举行。国家主席习近平出席会议并致欢迎辞，他表示新兴市场国家和发展中国家群体性崛起，是当代国际关系中意义最为深远的变化之一。[1]
- 下午，二十国集团领导人第十一次峰会在杭州国际博览中心举行。国家主席习近平主持会议并致开幕辞，希望杭州峰会能够为世界经济开出一剂标本兼治、综合施策的“药方”，让世界经济走上强劲、可持续、平衡、包容增长之路。[1]

## 9月5日
- 俄罗斯总统普京在2016年二十国集团杭州峰会上表示，支持中国不承认海牙临时仲裁庭南海仲裁案立场。[2]

## 9月10日
- 中央纪委监察部网站发布消息，中共天津市委代理书记、市长黄兴国涉嫌严重违纪，目前正接受组织调查。[3]
- 和田地区皮山县，公安对一处恐怖分子的地下兵工厂喊话未果后强攻，对方引爆爆炸物，县公安局一名副局长被当场炸死，另有一名警员重伤，多名警员轻伤。恐怖分子的人数及死伤情况尚不清楚[4]。

## 9月18日
- 中华人民共和国国务院总理李克强于下午离开北京，前往纽约联合国总部出席第71届联合国大会系列高级别会议，之后对加拿大、古巴进行正式访问[5]。

## 9月19日
- 在两次状告证监会行政不作为、乱作为、行政违法未被法院予以受理后，今年38岁的温州籍股民徐财源，以政府信息公开违法，第三次将证监会告上法庭。根据北京市第一中级人民法院9月19日出具的受理案件通知书，立案庭将于三日内将该案挂号，并及时移送至该院行政审判庭。[6]
- 19日深夜开始，多名网友通过微博爆料称，位于辽宁省沈阳市的东北大学，浑南校区发生学生食物中毒事件——学生上吐下泻、发高烧，大半夜的校医院全是前来寻求治疗的东大中毒学生。部份被学校送至苏家屯区中心医院就诊，医院诊断为急性肠炎，无重症病例。爆料网友表示，浑南校区地处偏远，附近没有饭店，学生只能在学校解决吃饭问题。所以，大面积的学生腹泻呕吐高烧情况，与学校食堂提供的餐食脱不了干系。上游新闻-重庆晨报记者发现，这是不到一年时间里，东北大学第二次发生多名学生腹泻呕吐、入院就医的情况。2015年12月2日晚，东北大学有学生到校医院就诊，症状为不同程度的腹泻，个别学生出现呕吐。经治疗，大部分学生已好转。截至12月3日上午9时，有8人留院观察。[7]

## 9月21日
- 据加拿大总理办公室网站上的一份联合公报显示，加拿大已经同意与中国进行协商，签署一份双边引渡条约。长久以来，加拿大一直对此类条约持抵制态度。[8]
- 中共中央文献编辑委员会编辑的《胡锦涛文选》第一卷，收入了胡锦涛同志在1988年6月8日至2002年9月2日这段时间内的重要著作，共有报告、讲话、谈话、文章、信件、批示等74篇，相当一部分是第一次公开发表。书中首次揭示了汶川地震发生后，胡锦涛第一时间做了哪几件事。其中一件是得知灾区道路中断，救援人员无法进入后，胡亲自给成都军区下令调两架直升机进去了解灾情[9]。

## 9月20日
- 外交部记者会上，马晓红所属的辽宁鸿翔实业发展公司被指涉嫌协助朝鲜发展核项目。9月15日，辽宁警方称，丹东鸿祥实业及相关责任人因涉嫌严重经济犯罪，已被控制。“政事儿”（微信ID：gcxxjgzh）注意到，马晓红賄選成為辽宁省人大代表。2010年4月，马晓红被丹东市政府授予2007-2009年度丹东市劳动模范；次年3月，马晓红被丹东市委授予丹东市第三届“十大女杰”称号；2013年1月，马晓红被辽宁省总工会等单位表彰为辽宁省优秀企业家。[10]9月27日，美国司法部对鸿祥公司及其包括董事长马晓红在内的4名高管提出起诉，指控马晓红及其鸿祥公司是朝鲜光鲜银行的代理，涉嫌违反对朝鲜制裁禁令，为朝鲜公司提供洗钱帮助[11]。

## 9月27日
- 中国共产党第十八届中央委员会第六次全体会议于10月24日至27日在北京召开。中共中央政治局9月27日召开会议，研究全面从严治党重大问题。中共中央总书记习近平主持会议。[12]
- 下午，中共中央政治局就二十国集团领导人峰会和全球治理体系变革进行第三十五次集体学习。中共中央总书记习近平在主持学习时强调，随着国际力量对比消长变化和全球性挑战日益增多，加强全球治理、推动全球治理体系变革是大势所趋。外交学院高飞教授就这个问题进行讲解，并谈了意见和建议[13]。
- 近日，中共中央办公厅、国务院办公厅印发《关于深化公安执法规范化建设的意见》。《意见》提出，全面建设法治公安，努力让人民群众在每一项执法活动、每一起案件办理中都能感受到社会公平正义。《意见》提到，要建立健全执法全流程记录机制，全面推行现场执法活动视音频记录制度。[14]
- 港珠澳大桥主体桥梁正式贯通。港珠澳大桥是连接香港、珠海、澳门的超大型跨海通道，全长55公里。此前几天，世界最大跨度公铁两用斜拉桥——沪通长江大桥28号主塔墩承台混凝土浇筑也完美收官。[15]

## 9月29日
- 中共中央举行学习《胡锦涛文选》报告会。[16]